# Nowy Tomyśl
Nowy Tomyśl (udtale:[ˈnɔvɨ ˈtɔmɨɕl]) er en by i den vestlige del af  voivodskabet Storpolen i  den vestlige centrale del af Polen. Byen   har 14.116(2021) indbyggere og et areal på 	5,2 km², og er administrationsby i  powiatet Nowy Tomyśl.  

## Historie
Byen har en lang tradition for vidjefletværk. På byens hovedtorv står en kurv i flet vævet i 2006, der er 17 meter lang, 9 m bred og 7,7 m høj, og er optaget i Guinness Book of Records som verdens største kurv. Byen har også et museum for kurvekunst og humleavl, som er en af afdelingerne af Nationalmuseet for landbrug i Szreniawa. Ved siden af museet ligger en lille zoo.
Efter den fælles tysk-sovjetiske invasion af Polen, som startede 2. verdenskrig i september 1939, var byen besat af Tyskland indtil 1945. I December 1939 gennemførte det tyske gendarmeri den første fordrivelse af polakker af Nazityskland (en), herunder familier til intelligentsia, aktivister og ejere af værksteder, bagerier og restauranter, som derefter blev overdraget til tyske kolonister som en del af Lebensraum-politikken.